# Gremjačinsk
Gremjačinsk (rusky Гремячинск) je město v Permském kraji v Ruské federaci. Při sčítání lidu v roce 2010 měl přes deset tisíc obyvatel.

## Poloha
Gremjačinsk leží při západních výběžcích Středního Uralu na potoce Bolšaja Gremjačaja, přítoku Vilvy v povodí Kamy. Od Permu, správního střediska celého kraje, je vzdálen zhruba 175 kilometrů na severovýchod.

## Dějiny
Gremjačinsk vznikl v roce 1941 jako sídlo horníků a v roce 1949 se stal městem. Pojmenován byl podle potoka, který přes něj teče.